# 王金鈺
王金鈺（1884年—1951年）字湘亭、湘汀。山東省武城縣人。中華民國军事将领。軍旅生涯早期是歸入北京政府的直系軍閥，後加入直系孫傳芳系統，在孫傳芳統治瓦解後，接受國民政府勸降轉入國民革命軍。
在第一次國共內戰期間因敗於中國工農紅軍第一方面軍，退出軍界。

## 生平
王金鈺幼年接受傳統私塾教育，後考入軍隊從軍。其兄王金镜，為袁世凱麾下之新軍將領。
1910年（宣統2年），自日本陸軍士官學校第9期騎兵科畢業。歸國後，先后投王占元、孫傳芳麾下。之後歷任陸軍第18師參謀長、陸軍暫編第二旅旅長。1922年（民國11年）授陸軍少將。1924年（民國13年）11月被孫傳芳任命為兩浙鹽運使。1927年（民國16年）被任命為安國軍第一方面軍軍團參議。
由於第一方面軍在第二次北伐戰爭期間遭到北伐軍重創，最後在民國十七年（1928）6月接受投降，先是縮編為國民革命軍第五軍團，後又再次縮編為國民革命軍第47師，由於孫傳芳系統的主要軍隊幹部在投降時被南京政府要求退出指揮鏈，王金鈺在這時候因資歷較深之故，被選為該師師長穩定部隊情緒。在南京政府初期，王金鈺指揮47師參加蔣桂戰爭、蔣馮戰爭，持續累積軍功，並在蔣馮戰爭結束後的民國十八年（1929）12月升任國民革命軍第九軍中將軍長兼47師師長，1930年（民國19年）1月，曾因被任命為安徽省政府主席，2個月之後被罷免。同時期軍長與師長職務也被裙帶關係更近於南京政府的部屬上官雲相給奪得職務。
中原大戰中，因第九軍所屬部隊叛逃，上官雲相遭撤職，王金鈺回任第九軍軍長與47師師長穩定局勢。在江西省剿共戰爭中，王金鈺除了第九軍軍長外，還身兼討逆軍第14路軍總司令，湘鄂贛邊區剿共清郷督辦。
民國二十年（1931），擔任第5路軍總指揮，在王金鈺赴南京參加5月召開的國民會議期間，47師在江西省與中國工農紅軍交戰。在5月16日富田戰鬥中，47師的一個旅遭到中國工農紅軍第一方面軍殲滅，在撤退時，47師再度遭到紅一方面軍重創。雖然當時王金鈺並非部隊指揮官，但是部隊接連遭到重創重挫了他在部隊內的聲望，在氣惱之下決定辭職，轉任軍事參議院參議。47師師長與第九軍軍長則在6月份由復出的國民革命軍第2師師長上官雲相回任。
隨後王金鈺離開軍界，長居山東省青島市。
1951年，王金鈺逝世。享年68岁。